# P. Lencastre
P. Lencastre – portugalski rugbysta, czterokrotny reprezentant Portugalii w rugby union mężczyzn. 
Jego pierwszym meczem w reprezentacji było spotkanie z Hiszpanią, które zostało rozegrane 26 marca 1967 w Lizbonie. Ostatni raz w reprezentacji zagrał 28 maja 1967 z Rumunią w Lizbonie. 